# Мукомолов, Сергей Леонидович
Сергей Леонидович Мукомолов (9 апреля 1958, Сыктывкар, Коми АССР, РСФСР, СССР — 1 июня 2015, Санкт-Петербург, Российская Федерация) — советский и российский биолог, профессор, доктор медицинских наук, заведующий отделом эпидемиологии и лабораторией вирусных гепатитов НИИ эпидемиологии и микробиологии имени Пастера.

## Биография
В 1981 г. окончил Ленинградский санитарно-гигиенический медицинский институт, а в 1984 г. — аспирантуру того же института, где и остался в должности ассистента кафедры. В 1985 г. защитил кандидатскую диссертацию.
В 1986 г. возглавил созданную лабораторию иммунодиагностики вирусных гепатитов НИИ эпидемиологии и микробиологии имени Пастера. Возглавил работу по получению высокоочищенного генно-инженерного поверхностного антигена вируса гепатита В, молекулярно-генетические ис- следования вирусов гепатита А и С.
В 1994—2001 гг. — заместитель директора по научной работе НИИ эпидемиологии и микробиологии имени Пастера. В 1995 г. защитил докторскую диссертацию, в 2003 г. ему было присвоено звание профессора. С 2001 по 2007 гг. являлся экспертом Европейского бюро ВОЗ по заболеваниям, предупреждаемым вакцинацией и иммунизацией. С 2007 г. возглавлял отдел эпидемиологии и лабораторию вирусных гепатитов Санкт-Петербургского НИИ эпидемиологии и микробиологии имени Пастера. Принимал активное участие в создании Северо-Западного центра по эпидемиологическому надзору за вирусны-ми гепатитами в Российской Федерации. Участвовал в подготовке санитарно-эпидемиологических правил «Профилактика вирусного гепатита А», методических указаний «Эпидемиологический надзор за гепатитом В» и «Эпидемиологический надзор за вирусным гепатитом А», Национального руководства по клинической лабораторной диагностике.
Являлся автором более чем в 200 научных публикаций. Под его руководством выполнено и защищено 9 кандидатских диссертаций.

## Награды и звания
Был награждён Почетной грамотой Госсанэпиднадзора Российской Федерации, медалями «90 лет Госсанэпидслужбе России» и «В память 300-летия Санкт-Петербурга».